# I'm Sorry (John Denver)
"I'm Sorry" is een nummer van de Amerikaanse folksinger-songwriter John Denver. Het nummer werd uitgebracht in juli 1975 door RCA Records. Het was Denvers laatste nummer 1-hit van zijn muzikale carrière.

## Hitlijsten
Het nummer, dat dient als een verontschuldiging voor een verlaten liefde, behaalde de eerste positie van de Billboard Hot 100 op 27 september 1975. Zes weken later stond het nummer op de toppositie van de Billboard Hot Country Singles-hitlijst. "I'm Sorry" behaalde verder de toppositie van de Hot Adult Contemporary Tracks in datzelfde jaar.
Op de B-kant van het nummer stond "Calypso" - een nummer dat, net als de A-kant van de single aanzienlijk veel airplay kreeg op de Amerikaanse radio.
| Hitlijst (1975)                            | Hoogste positie |
| ------------------------------------------ | --------------- |
| VS Billboard Hot 100                       | 1               |
| VS Billboard Hot Adult Contemporary Tracks | 1               |
| VS Billboard Hot Country Singles           | 1               |
| Canadese RPM Adult Contemporary Tracks     | 1               |
| Canadese RPM Country Tracks                | 4               |